# Enten
Enten je bil sumerski bog plodnosti.
Sumerski mit pravi, da je bog Enlil ustvaril Entena za varuha kmetov, in istočasno Emeša za boga plodnosti. Enten je bil odgovoren predvsem za plodnost ovac, koz, oslic, ptic in drugih živali. Povezan je bil z obiljem na zemlji in zimo.
Sumeska pesnitev Enlil izbere boga kmetov (ali Spor med zimo in poletjem) opisuje, kako je Enlil v upanju, da bo "vzpostavil obilje in blaginjo", ustvaril bogova Emeša in Entena, pastirja in kmeta.  Bogova sta se prepirala, ker je Emeš zahteval Entenov položaj. V spor je posegel Enlil in razsodil v Entenovo korist. Oba boga sta bila tega vesela in se spravila.

## Vir
- Jordan, Michael (1993). Encyclopedia of gods: Over 2,500 Deities of the World. New York: Facts on File, Inc. ISBN 978-0-8160-2909-9.